# Francisco Zarco, Delstaten Mexiko
Francisco Zarco är en ort i Mexiko.   Den ligger i kommunen Tenancingo och delstaten Mexiko, i den sydöstra delen av landet, 70 km sydväst om huvudstaden Mexico City. Francisco Zarco ligger 2 255 meter över havet och antalet invånare är 382.
Terrängen runt Francisco Zarco är lite bergig, och sluttar söderut. Runt Francisco Zarco är det tätbefolkat, med 550 invånare per kvadratkilometer. Närmaste större samhälle är Tenango de Arista, 12,5 km norr om Francisco Zarco. Omgivningarna runt Francisco Zarco är en mosaik av jordbruksmark och naturlig växtlighet.